# Festuca amethystina
Festuca amethystina är en gräsart som beskrevs av Carl von Linné. Festuca amethystina ingår i släktet svinglar, och familjen gräs. Inga underarter finns listade i Catalogue of Life.

## Bildgalleri

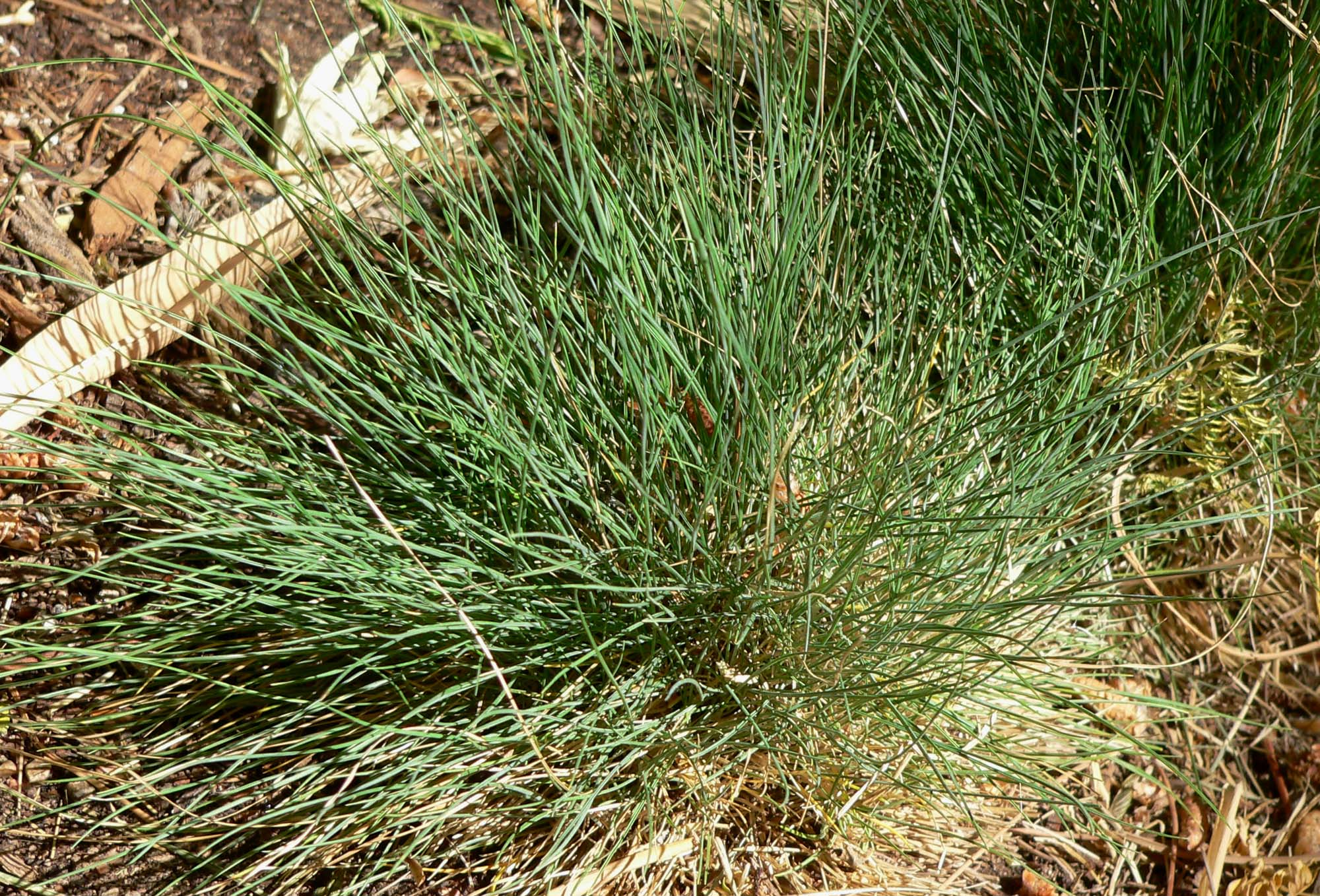
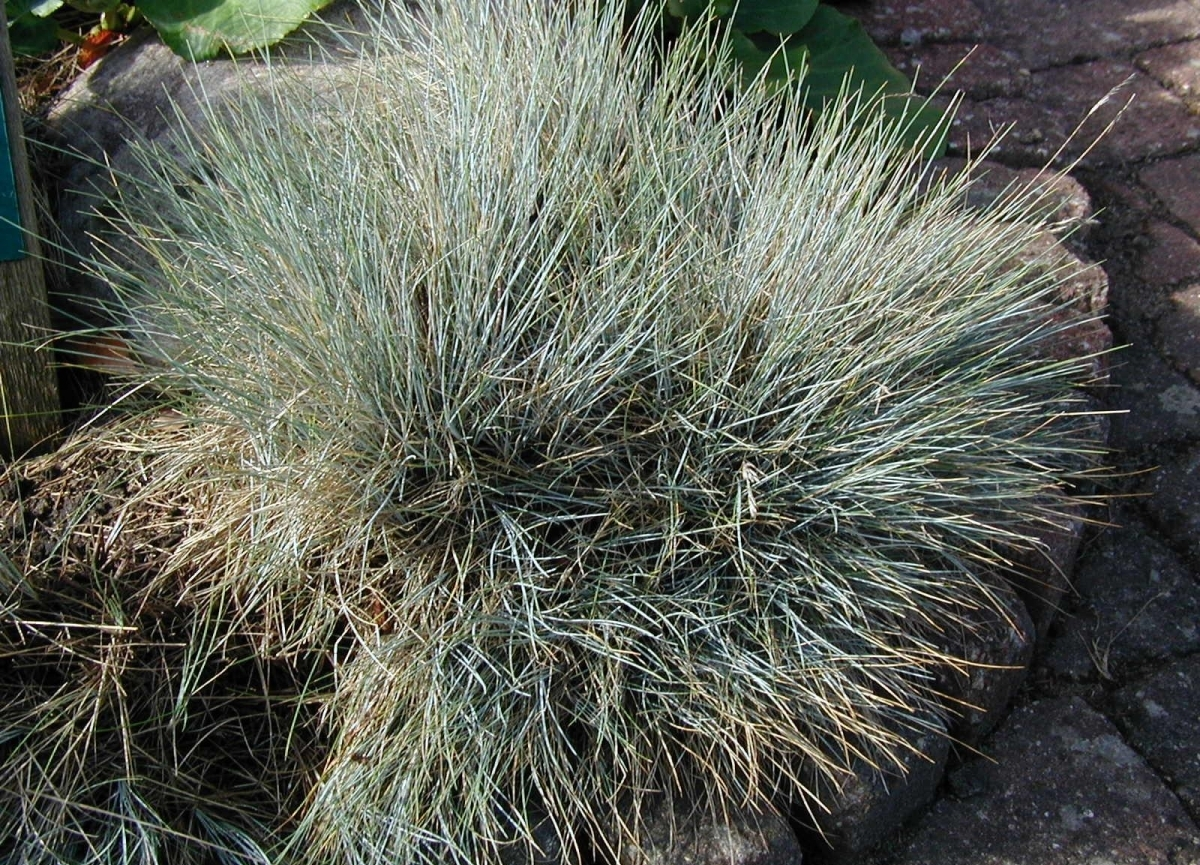
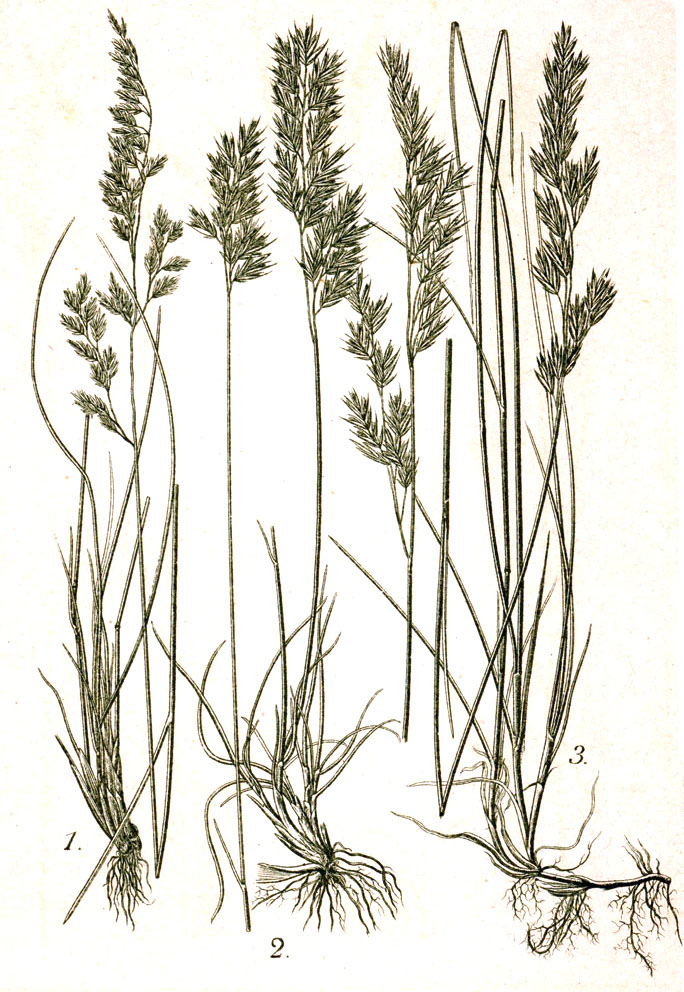
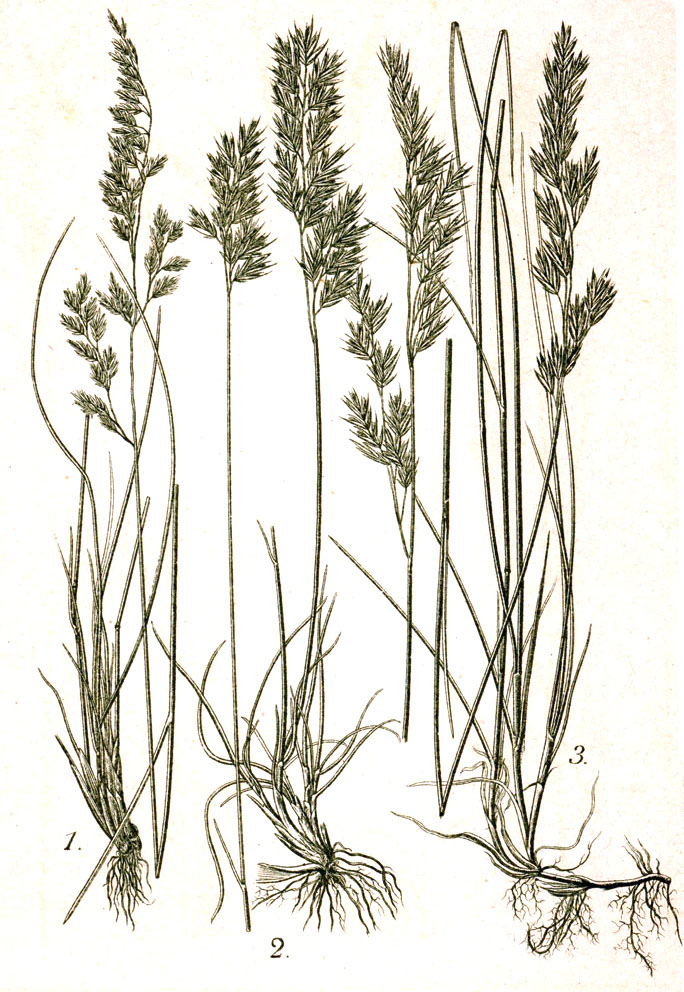
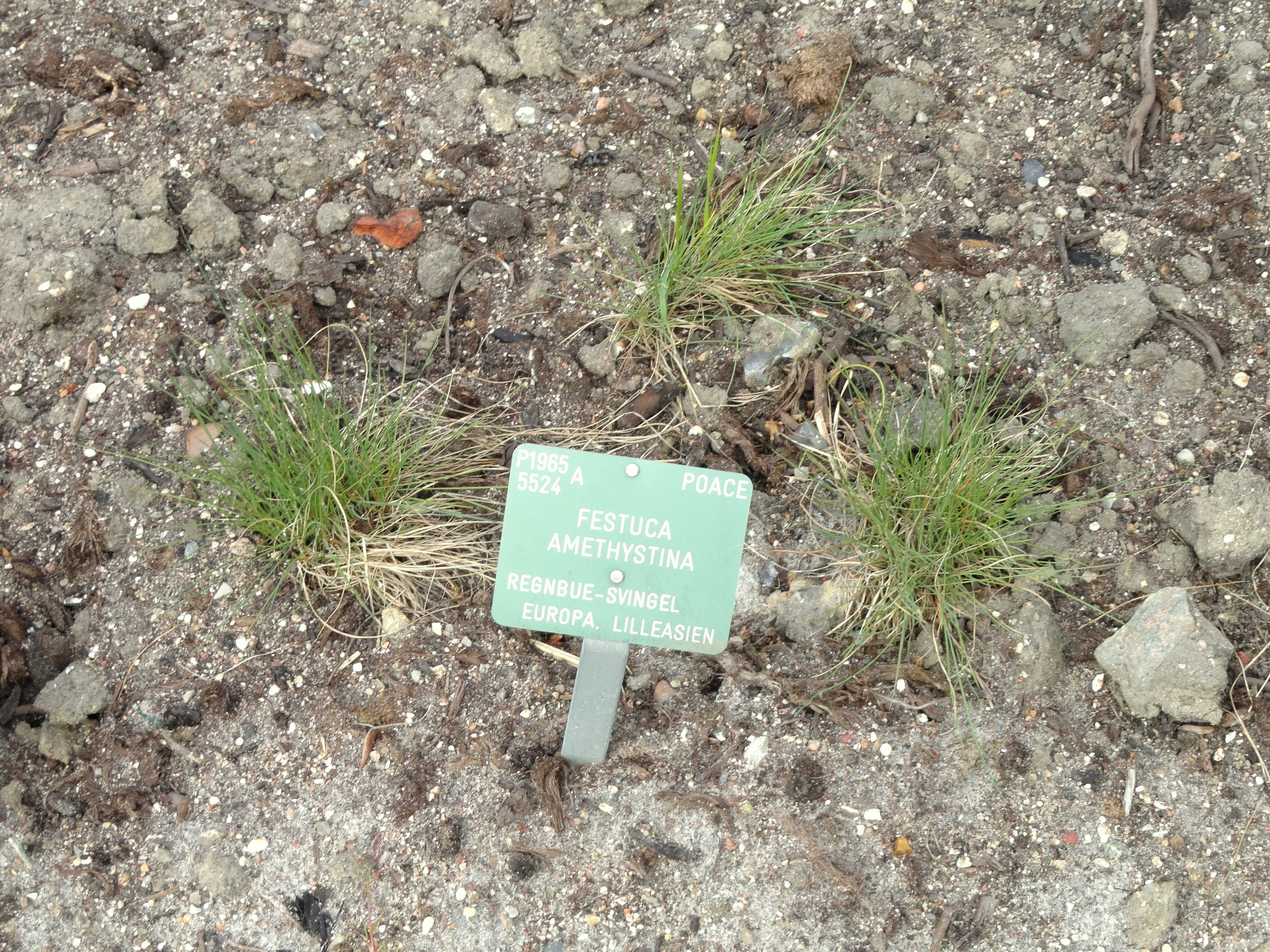